# Seznam polkov Nationale Volksarmee
Seznam polkov Nationale Volksarmee.

## Strelski
- 1. motorizirani strelski polk »Hans Beimler« (NVA)
- 2. motorizirani strelski polk »Arthur Ladwig« (NVA)
- 3. motorizirani strelski polk »Paul Hegenbarth« (NVA)
- 7. motorizirani strelski polk »Max Roscher« (NVA)
- 9. motorizirani strelski polk »Rudolf Renner« (NVA)
- 11. motorizirani strelski polk (NVA)
- 12. motorizirani strelski polk (NVA)
- 13. motorizirani strelski polk (NVA)
- 16. motorizirani strelski polk »Robert Uhrig« (NVA)
- 17. motorizirani strelski polk »Fritz Weineck« (NVA)
- 18. motorizirani strelski polk »Otto Schlag« (NVA)
- 22. motorizirani strelski polk »Thomas Müntzer« (NVA)
- 23. motorizirani strelski polk »Anton Saefkow« (NVA)
- 24. motorizirani strelski polk »John Scheer« (NVA)
- 27. motorizirani strelski polk »Hans Kahle« (NVA)
- 28. motorizirani strelski polk »Wilhelm Florin« (NVA)
- 29. motorizirani strelski polk »Ernst Moritz Arndt« (NVA)

## Tankovski
- 1. tankovski polk »Friedrich Wolf« (NVA)
- 4. tankovski polk »August Bebel« (NVA)
- 6. tankovski polk (NVA)
- 8. tankovski polk »Arthur Becker« (NVA)
- 11. tankovski polk »Otto Buchwitz« (NVA)
- 14. tankovski polk »Karol Swierczewski« (NVA)
- 15. tankovski polk »Paul Hornick« (NVA)
- 16. tankovski polk »Leo Jogiches« (NVA)
- 21. tankovski polk »Walter Empacher« (NVA)
- 22. tankovski polk »Soja Kosmodemjanskaja« (NVA)
- 23. tankovski polk »Julian Marchlewski« (NVA)

## Artilerijski
- 1. artilerijski polk »Rudolf Gypner« (NVA)
- 4. artilerijski polk »Willi Bredel« (NVA)
- 6. artilerijski polk (NVA)
- 7. artilerijski polk »Albert Hößler« (NVA)
- 8. artilerijski polk »Erich Mühsam« (NVA)
- 9. artilerijski polk »Hans Fischer« (NVA)
- 11. artilerijski polk »Wilhelm Koenen« (NVA)

## Zračnoobrambni
- 1. FLAK raketni polk »Anton Fischer« (NVA)
- 4. FLAK raketni polk »Hermann Danz« (NVA)
- 6. FLAK polk (NVA)
- 7. FLAK raketni polk »Paul Rockstroh« (NVA)
- 8. FLAK raketni polk »Willi Schröder« (NVA)
- 9. FLAK raketni polk »Rudolf Dölling« (NVA)
- 11. FLAK raketni polk »Georg Stöber« (NVA)

## Nadomestni
- 1. nadomestni polk (NVA)
- 4. nadomestni polk (NVA)
- 7. nadomestni polk (NVA)
- 8. nadomestni polk (NVA)
- 9. nadomestni polk (NVA)
- 11. nadomestni polk (NVA)